# McKesson Europe

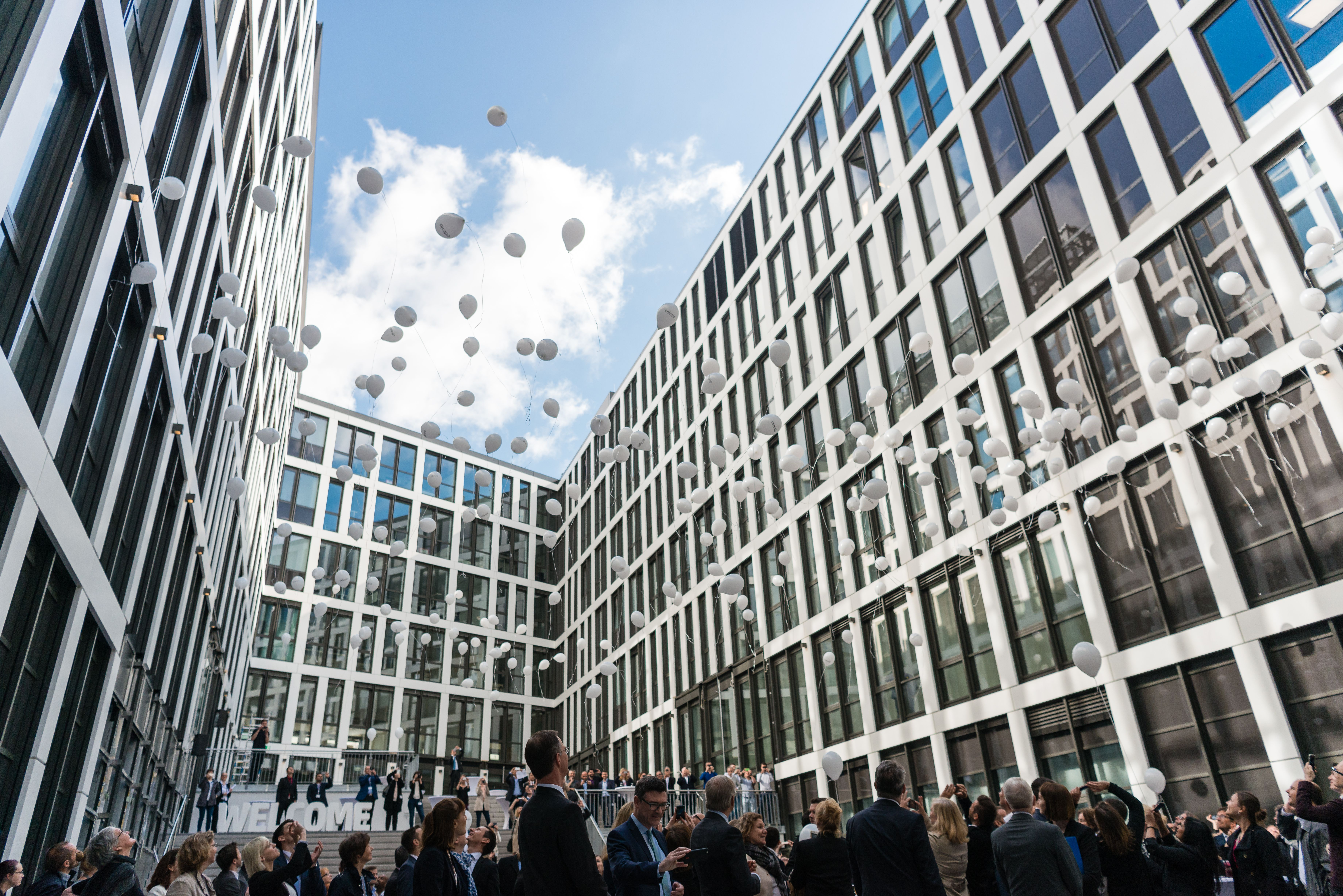
McKesson Europe Head Office Stuttgart

Die McKesson Europe AG (vormals Celesio AG, zuvor Gehe AG) mit Sitz in Stuttgart ist ein internationales Groß- und Einzelhandelsunternehmen und Anbieter von Logistik- und Serviceleistungen im Pharma- und Gesundheitssektor.
Es gehört vollständig zum US-amerikanischen McKesson-Konzern. 

## Konzernstruktur
Das Geschäft gliedert sich in zwei Bereiche:
- Im Geschäftsbereich Pharmacy Solutions bündelt McKesson Europe seinen Großhandel mit Pharmaprodukten. In neun europäischen Ländern werden täglich etwa  50.000 Apotheken[2] sowie Krankenhäuser aus über 100 Großhandelsniederlassungen[1] beliefert. Ferner werden Zusatzservices für Apotheker wie das Bereitstellen von IT-Plattformen angeboten, zudem Dienstleistungen für Lieferanten, Hersteller und weitere Unternehmen im Pharma- und Gesundheitssektor.
- Der Geschäftsbereich Consumer Solutions für Patienten und Verbraucher betrifft Präsenz- und Versandapotheken sowie häusliche Pflege. Zum Ende des Geschäftsjahrs 2019 besaß McKesson Europe etwa 1.900 Präsenzapotheken in fünf Ländern (Großbritannien, Irland, Belgien, Schweden und Italien)[1] und 6.900 Partner- und Markenpartnerapotheken.[3]

## Geschichte

### 1835–1948
Die Drogerie- und Farbwarenhandlung Gehe & Co., kurz Gehe & Co., wurde am 1. Mai 1835 von Franz Ludwig Gehe in Dresden in der Königstraße gegründet und durch die Umwandlung in eine Aktiengesellschaft am 1. Januar 1903 für den Kapitalmarkt geöffnet. Im Januar 1904 wurden die Aktien zum Handel an der Börse in Dresden zugelassen.
Im Jahr 1909 wurde der neue Standort an der Leipziger Straße bezogen und das Handelshaus in der Königstraße aufgegeben. Mit Kapitalerhöhungen in den Jahren 1910 und 1912 wurde die finanzielle Grundlage für den Auf- und Ausbau eines deutschlandweiten Vertriebs von „Drogen und Farbwaren, pharmazeutischen und chemischen Erzeugnissen“ geschaffen. 1922 gründete das Unternehmen seine erste deutsche Niederlassung in Stuttgart.
Im Frühjahr 1934 erfolgte die Gründung der Firma “Productos Químicos Gehe” in Barcelona, die das umfangreiche Spanien-Geschäft bearbeitet.
Nach dem Zweiten Weltkrieg wurden das Stammhaus in Dresden und die meisten Niederlassungen enteignet. Die Gehe & Co. AG vollzog in Westdeutschland mit den Niederlassungen Stuttgart, Kassel und Sulzbach-Rosenberg einen Neuanfang.

### 1948–1981
Das Gehe-Stammhaus wurde 1947 in Dresden unter dem Namen Heilchemie als Volkseigener Betrieb weitergeführt und am 1. April 1951 mit dem verstaatlichten Stammhaus der Arzneimittelfabrik Dr. Madaus & Co. aus Radebeul zum VEB Arzneimittelwerk Dresden zusammengelegt.
Mit Wirkung vom 1. Januar 1973 übernahm Haniel die Aktienmehrheit der westdeutschen AG. Bedingung der Haniel-Geschäftsführung war, dass das Management im Unternehmen verblieb, um das nach dem Krieg geschaffene solide Fundament weiter auszubauen. Der in der Vorkriegszeit bekannte Name Gehe wurde durch die neubelebten bzw. neugeschaffenen Filialen ins Bewusstsein der Apotheker gerückt. Es waren dies beim Übergang auf Haniel: Bremen, Hamburg, Kassel, Kelkheim, Landshut, Mühldorf, München, Nürnberg, Regensburg und Stuttgart. 1973 wurde ein Umsatz von 285 Millionen DM erzielt. In die Gehe & Co. AG wurden durch den Mehrheitsaktionär Franz Haniel & Cie. weitere Pharma-Großhandlungen (Friedrich Schäfer GmbH, Weiterstadt und Kaiserslautern, Wilmaco GmbH, Hamm und Lieser Pharma-GmbH, Duisburg) eingebracht.

### 1981–2008
Die Haniel-Gruppe hat 1982 die RUWA Rudloff & Watermann GmbH & Co. KG in Minden, ein Pharma-Großhandelsunternehmen mit Niederlassung in Delmenhorst, erworben und in die Gehe integriert. 1985 erfolgte der Erwerb der Kaiser + Kraft-Gruppe, Stuttgart, Versandhandel für Transport, Lager, Betrieb und Büro. Bis 1992 wurden die Kunden in Deutschland von den Niederlassungen Hamburg, Berlin, Haan, Dresden, Stuttgart und München beliefert. Die Handelsstruktur der Gruppe erstreckte sich in den Folgejahren auf 14 Länder in Europa und die USA. Mit der Börseneinführung der TAKKT am 15. September 1999 wurde die Abspaltung des Geschäftsbereichs Versandhandel beendet.

### Ab 2003
Im April 2003, im Jahr des 100. Geburtstags der Umwandlung in eine Aktiengesellschaft, wurde von der Hauptversammlung mit einer Mehrheit von 99,98 % die Namensänderung von Gehe AG auf Celesio AG beschlossen. Heute firmiert noch die deutsche Unternehmenstochter GEHE Pharma Handel unter dem ursprünglichen Namen.
Im April 2007 gab Celesio die Übernahme von 90 % der Anteile an der Versandapotheke DocMorris bekannt, um daraus in Deutschland eine Apothekenkette aufzubauen. Die Akquisition erfolgte in Hoffnung auf den Fall des Fremdbesitzverbots des Apothekengesetzes, das jedoch im Mai 2009 durch den EuGH legitimiert wurde. Für den Pharmagroßhändler Gehe, ebenfalls Teil des Celesio-Konzerns, hatte die Akquisition einen Kundenschwund zur Folge, weil Apotheker in der Kette eine Bedrohung sahen. DocMorris wurde nun als Franchise-ähnliches Konzept betrieben, bei der Apotheker gegen eine monatliche Lizenzgebühr die Marke DocMorris nutzen durften. Als Konsequenz verkaufte Celesio im Oktober 2012 DocMorris an die Zur Rose AG.
Im Juni 2009 wurde bekannt, dass Celesio den größten brasilianischen Pharmagroßhändler Panpharma mehrheitlich erworben hat. Im April 2012 wurde Panpharma vollständig übernommen. Im Februar 2016 vereinbarte Celesio den Verkauf seines Brasiliengeschäfts, bestehend aus Panpharma und Oncoprod, an die Holding des brasilianischen Pharmagrossisten SantaCruz.
Im September 2013 verkaufte Celesio ihre Tochter Rudolf Spiegel GmbH an die WEPA Apothekenbedarf.
Am 24. Oktober 2013 kündigt der amerikanische McKesson-Konzern eine Vereinbarung über den Erwerb der Celesio für 6,1 Milliarden Euro (etwa 23 Euro je Aktie) an. Am 13. Januar 2014 berichtete das Unternehmen jedoch über die nichtgeglückte Übernahme von Celesio durch McKesson aufgrund des Nichterreichens der Schwelle von 75 %. Anfang November 2013 erwarb der Hedgefonds Elliott von Paul Singer 12,68 Prozent an Celesio, ein bekanntes Vorgehen von ihm, um von Übernahmen zu profitieren. Nach der gescheiterten Übernahme durch McKesson erhöhte Singer seinen direkten und indirekten Anteil auf zusammen rund 32 Prozent. Am 23. Januar 2014 übernahm Haniel den Anteil vom Hedgefonds Elliott und diente die 75,99 % einen Tag danach McKesson an, womit die Übernahme doch noch geglückt ist.
Sainsbury’s und Celesio geben im Juli 2013 die Bildung einer strategischen Apotheken-Partnerschaft bekannt, in deren Zuge die McKesson Europe-Tochter LloydsPharmacy das Apothekengeschäft von Sainsbury’s für 125 Millionen GBP erwirbt.
Die Aktie des Unternehmens war bis zum 21. September 2015 im MDAX gelistet. Die Herausnahme aus dem Index erfolgte aufgrund des Wechsels des Börsensegments vom Prime Standard in den Freiverkehr.
Am 12. September 2017 wurde Celesio in McKesson Europe umbenannt.
Am 12. Dezember 2019 gab die McKesson Corporation bekannt, ihr deutsches Großhandelsgeschäft (die GEHE Pharma Handel GmbH, ein Tochterunternehmen von McKesson Europe) in ein Joint Venture mit der Alliance Healthcare Deutschland AG (ein Tochterunternehmen von Walgreens Boots Alliance) einbringen zu wollen. McKesson soll am geplanten Joint Venture 30 % halten, Walgreens Boots Alliance 70 %.
Im seit Jahren andauernden Rechtsstreit um süchtig machende Schmerzmittel haben neben Johnson & Johnson die Arzneimittelgroßhändler McKesson, AmerisourceBergen und Cardinal Health einen milliardenschweren Vergleich mit zahlreichen Klägern akzeptiert. Die Arzneimittelgroßhändler McKesson, AmerisourceBergen und Cardinal Health sowie Johnson & Johnson könnten dabei letztlich bis zu 26 Milliarden Dollar zahlen, wie New Yorks Generalstaatsanwältin Letitia James und Generalstaatsanwälte aus etlichen anderen US-Bundesstaaten im Juli 2021 verkündeten.
Gegen Ende 2021 gibt McKesson Europe Herba Chemosan mit Sitz in Österreich und Niederlassungen in Tschechien und Schweiz ab. Herba ist in Österreich laut Eigenaussage Marktführer als Apothekengroßhändler. 51 % gehen an die Herba-Manager, 49 % der Anteile gehen an die Invest AG der Raiffeisenbankgruppe. Offen ist noch die Zustimmung der Bundeswettbewerbsbehörde.